# Iratxo
Els iratxo són uns homenets de la mitologia basca. El seu nom pareix estar directament associat a les falgueres ("ira"), del que és diminutiu.
Pous i cavernes són les residències habituals d'aquests bromistes. A l'entrada de la cova d'Armontaitze d'Ataun, els pastors van trobar petjades que sortien de nit. També van sentir el ressò de les seves cançons a l'exterior de l'Avenc d'Ubedi i la cova de Malkorburu.
En l'actualitat s'utilitza al País Basc com a nom de baró, encara que no és molt comú. Se sol confondre amb la versió masculina d'Iratxe, encara que, en principi no estan etimològicament relacionats.